# Beautiful Trauma World Tour
Beautiful Trauma World Tour là chuyến lưu diễn thứ bảy đang diễn ra của ca sĩ-nhạc sĩ người Mĩ Pink, nhầm quảng bá cho album phòng thu thứ bảy của cô - Beautiful Trauma (2017). Chuyến lưu diễn bắt đầu tại thành phố Phoenix vào ngày 1 tháng 3, 2018, và được dự kiến sẽ kết thúc vào ngày 22 tháng 5, 2019 ở Thành phố New York, Hoa Kỳ.

## Danh sách bài hát được trình diễn
Danh sách này là từ buổi diễn ngày 9 tháng 3, 2018 tại Chicago. Nó không đại diện cho toàn bộ tất cả các buổi diễn trong chuyến lưu diễn.
1. "Get the Party Started"
2. "Beautiful Trauma"
3. "Just like a Pill"
4. "Who Knew"
5. "Revenge"
6. "Funhouse" / "Just a Girl" (cover No Doubt)
7. "Smells Like Teen Spirit" (cover Nirvana)
8. "Secrets"
9. "Try"
10. "Just Give Me a Reason"
11. "I'm Not Dead"
12. "Just like Fire"
13. "What About Us"
14. "For Now"
15. "Barbies"
16. "I Am Here"
17. "Fuckin' Perfect"
18. "Raise Your Glass"
19. "Blow Me (One Last Kiss)"

Màn kết:
1. "So What"
2. "Glitter in the Air"

## Các buổi diễn
| Ngày                     | Thành phố           | Quốc gia      | Địa điểm                      | Nghệ sĩ mở màn     | Khán giả        | Doanh thu  |
| Bắc Mỹ                   | Bắc Mỹ              | Bắc Mỹ        | Bắc Mỹ                        | Bắc Mỹ             | Bắc Mỹ          | Bắc Mỹ     |
| ------------------------ | ------------------- | ------------- | ----------------------------- | ------------------ | --------------- | ---------- |
| 1 tháng 3 năm 2018       | Phoenix             | Hoa Kỳ        | Talking Stick Resort Arena    | Kidcutup           | 14.181 / 14.549 | $1.906.176 |
| 3 tháng 3 năm 2018       | Wichita             | Hoa Kỳ        | Intrust Bank Arena            | Kidcutup           | 11.894 / 12.047 | $1.647.788 |
| 5 tháng 3 năm 2018       | Tulsa               | Hoa Kỳ        | Trung tâm BOK                 | Kidcutup           | 14.146 / 14.146 | $1.734.989 |
| 6 tháng 3 năm 2018       | Lincoln             | Hoa Kỳ        | Pinnacle Bank Arena           | Kidcutup           | 13.647 / 13.973 | $1.755.144 |
| 9 tháng 3 năm 2018       | Chicago             | Hoa Kỳ        | Trung tâm United              | Kidcutup           | 31.476 / 40.664 | $4.254.230 |
| 10 tháng 3 năm 2018      | Chicago             | Hoa Kỳ        | Trung tâm United              | Kidcutup           | 31.476 / 40.664 | $4.254.230 |
| 12 tháng 3 năm 2018      | Saint Paul          | Hoa Kỳ        | Trung tâm Xcel Energy         | Kidcutup           | 15.710 / 15.710 | $2.217.347 |
| 14 tháng 3 năm 2018      | St. Louis           | Hoa Kỳ        | Trung tâm Scottrade           | Kidcutup           | 15.026 / 15.403 | $1.852.210 |
| 15 tháng 3 năm 2018      | Thành phố Kansas    | Hoa Kỳ        | Trung tâm Sprint              | Kidcutup           | 14.068 / 14.298 | $1.868.282 |
| 17 tháng 3 năm 2018      | Indianapolis        | Hoa Kỳ        | Bankers Life Fieldhouse       | Kidcutup           | 14.544 / 14.719 | $1.749.814 |
| 18 tháng 3 năm 2018      | Grand Rapids        | Hoa Kỳ        | Van Andel Arena               | Kidcutup           | 11.764 / 11.764 | $1.623.071 |
| 20 tháng 3 năm 2018      | Toronto             | Canada        | Trung tâm Air Canada          | Kidcutup Bleachers | 34.315 / 34.315 | $4.497.956 |
| 21 tháng 3 năm 2018      | Toronto             | Canada        | Trung tâm Air Canada          | Kidcutup Bleachers | 34.315 / 34.315 | $4.497.956 |
| 27 tháng 3 năm 2018      | Louisville          | Hoa Kỳ        | Trung tâm KFC Yum!            | Kidcutup Bleachers | 17.445 / 17.762 | $2.024.356 |
| 28 tháng 3 năm 2018      | Cleveland           | Hoa Kỳ        | Quicken Loans Arena           | Kidcutup Bleachers | 15.562 / 15.938 | $1.912.595 |
| 4 tháng 4 năm 2018       | Thành phố New York  | Hoa Kỳ        | Madison Square Garden         | Kidcutup Bleachers | 30.286 / 30.286 | $5.320.560 |
| 5 tháng 4 năm 2018       | Thành phố New York  | Hoa Kỳ        | Madison Square Garden         | Kidcutup Bleachers | 30.286 / 30.286 | $5.320.560 |
| 7 tháng 4 năm 2018       | Pittsburgh          | Hoa Kỳ        | PPG Paints Arena              | Kidcutup Bleachers | 16.708 / 16.708 | $2.210.603 |
| 9 tháng 4 năm 2018       | Boston              | Hoa Kỳ        | TD Garden                     | Kidcutup Bleachers | 32.403 / 32.403 | $4.668.640 |
| 10 tháng 4 năm 2018      | Boston              | Hoa Kỳ        | TD Garden                     | Kidcutup Bleachers | 32.403 / 32.403 | $4.668.640 |
| 13 tháng 4 năm 2018      | Philadelphia        | Hoa Kỳ        | Trung tâm Wells Fargo         | Kidcutup           | 18.191 / 18.191 | $2.839.340 |
| 14 tháng 4 năm 2018      | Newark              | Hoa Kỳ        | Trung tâm Prudential          | Kidcutup           | 15.687 / 15.687 | $2.684.824 |
| 16 tháng 4 năm 2018      | Washington, D.C.    | Hoa Kỳ        | Capital One Arena             | Kidcutup Bleachers | 32.583 / 32.583 | $4.498.018 |
| 17 tháng 4 năm 2018      | Washington, D.C.    | Hoa Kỳ        | Capital One Arena             | Kidcutup Bleachers | 32.583 / 32.583 | $4.498.018 |
| 19 tháng 4 năm 2018      | Charlottesville     | Hoa Kỳ        | John Paul Jones Arena         | Kidcutup           | 13.014 / 13.014 | $1.645.760 |
| 21 tháng 4 năm 2018      | Atlanta             | Hoa Kỳ        | Philips Arena                 | Kidcutup           | 12.441 / 12.441 | $1.661.156 |
| 24 tháng 4 năm 2018      | Orlando             | Hoa Kỳ        | Trung tâm Amway               | Kidcutup           | 15.109 / 15.109 | $2.171.487 |
| 25 tháng 4 năm 2018      | Sunrise             | Hoa Kỳ        | Trung tâm BB&T                | Kidcutup           | 15.999 / 15.999 | $2.184.919 |
| 27 tháng 4 năm 2018      | Houston             | Hoa Kỳ        | Trung tâm Toyota              | Kidcutup           | 25.615 / 25.615 | $3.391.204 |
| 28 tháng 4 năm 2018      | Houston             | Hoa Kỳ        | Trung tâm Toyota              | Kidcutup           | 25.615 / 25.615 | $3.391.204 |
| 1 tháng 5 năm 2018       | Dallas              | Hoa Kỳ        | Trung tâm American Airlines   | —                  | 29.206 / 29.206 | $3.642.876 |
| 2 tháng 5 năm 2018       | Dallas              | Hoa Kỳ        | Trung tâm American Airlines   | —                  | 29.206 / 29.206 | $3.642.876 |
| 8 tháng 5 năm 2018       | Denver              | Hoa Kỳ        | Trung tâm Pepsi               | Kidcutup           | 17.446 / 17.446 | $2.160.741 |
| 9 tháng 5 năm 2018       | Thành phố Salt Lake | Hoa Kỳ        | Vivint Smart Home Arena       | Kidcutup           | 14.254 / 14.254 | $1.947.385 |
| 12 tháng 5 năm 2018      | Vancouver           | Canada        | Rogers Arena                  | Kidcutup           | 16.989 / 16.989 | $2.349.769 |
| 13 tháng 5 năm 2018      | Seattle             | Hoa Kỳ        | KeyArena                      | Kidcutup           | 14.027 / 14.027 | $2.229.945 |
| 15 tháng 5 năm 2018      | Portland            | Hoa Kỳ        | Trung tâm Moda                | Kidcutup           | 15.757 / 15.757 | $2.114.035 |
| 18 tháng 5 năm 2018      | Oakland             | Hoa Kỳ        | Oracle Arena                  | Kidcutup           | 32.596 / 32.596 | $4.715.555 |
| 19 tháng 5 năm 2018      | Oakland             | Hoa Kỳ        | Oracle Arena                  | Kidcutup           | 32.596 / 32.596 | $4.715.555 |
| 22 tháng 5 năm 2018      | Fresno              | Hoa Kỳ        | Trung tâm Save Mart           | Kidcutup           | 12.721 / 12.721 | $1.717.899 |
| 23 tháng 5 năm 2018      | Ontario             | Hoa Kỳ        | Citizens Business Bank Arena  | Kidcutup           | 9.597 / 9.597   | $1.457.009 |
| 25 tháng 5 năm 2018      | Anaheim             | Hoa Kỳ        | Trung tâm Honda               | Kidcutup           | 16.125 / 16.125 | $2.014.710 |
| 26 tháng 5 năm 2018      | Las Vegas           | Hoa Kỳ        | T-Mobile Arena                | Kidcutup           | 17.019 / 17.019 | $2.656.351 |
| 28 tháng 5 năm 2018      | San Diego           | Hoa Kỳ        | Trung tâm Casino Valley View  | Kidcutup           | 11.872 / 11.872 | $1.664.733 |
| 31 tháng 5 năm 2018      | Los Angeles         | Hoa Kỳ        | Trung tâm Staples             | Kidcutup           | 17.047 / 17.047 | $2.358.686 |
| 1 tháng 6 năm 2018       | Inglewood           | Hoa Kỳ        | The Forum                     | Kidcutup           | 14.777 / 14.777 | $2.307.175 |
| Châu Đại Dương           |                     |               |                               |                    |                 |            |
| 3 tháng 7 năm 2018       | Perth               | Úc            | Perth Arena                   | The Rubens         | 59.553 / 59.553 | $7.581.640 |
| 4 tháng 7, 2018          | Perth               | Úc            | Perth Arena                   | The Rubens         | 59.553 / 59.553 | $7.581.640 |
| 6 tháng 7, 2018          | Perth               | Úc            | Perth Arena                   | The Rubens         | 59.553 / 59.553 | $7.581.640 |
| 7 tháng 7, 2018          | Perth               | Úc            | Perth Arena                   | The Rubens         | 59.553 / 59.553 | $7.581.640 |
| 10 tháng 7, 2018         | Adelaide            | Úc            | Adelaide Entertainment Centre | The Rubens         | —               | —          |
| 11 tháng 7, 2018         | Adelaide            | Úc            | Adelaide Entertainment Centre | The Rubens         | —               | —          |
| 13 tháng 7, 2018         | Adelaide            | Úc            | Adelaide Entertainment Centre | The Rubens         | —               | —          |
| 14 tháng 7, 2018         | Adelaide            | Úc            | Adelaide Entertainment Centre | The Rubens         | —               | —          |
| 16 tháng 7, 2018         | Melbourne           | Úc            | Rod Laver Arena               | The Rubens         | —               | —          |
| 17 tháng 7, 2018         | Melbourne           | Úc            | Rod Laver Arena               | The Rubens         | —               | —          |
| 19 tháng 7, 2018         | Melbourne           | Úc            | Rod Laver Arena               | The Rubens         | —               | —          |
| 20 tháng 7, 2018         | Melbourne           | Úc            | Rod Laver Arena               | The Rubens         | —               | —          |
| 22 tháng 7, 2018         | Melbourne           | Úc            | Rod Laver Arena               | The Rubens         | —               | —          |
| 23 tháng 7, 2018         | Melbourne           | Úc            | Rod Laver Arena               | The Rubens         | —               | —          |
| 25 tháng 7, 2018         | Melbourne           | Úc            | Rod Laver Arena               | The Rubens         | —               | —          |
| 27 tháng 7, 2018         | Melbourne           | Úc            | Rod Laver Arena               | The Rubens         | —               | —          |
| 28 tháng 7, 2018         | Melbourne           | Úc            | Rod Laver Arena               | The Rubens         | —               | —          |
| 3 tháng 8, 2018          | Sydney              | Úc            | Qudos Bank Arena              | The Rubens         | —               | —          |
| 4 tháng 8, 2018          | Sydney              | Úc            | Qudos Bank Arena              | The Rubens         | —               | —          |
| 6 tháng 8, 2018          | Sydney              | Úc            | Qudos Bank Arena              | The Rubens         | —               | —          |
| 7 tháng 8, 2018          | Sydney              | Úc            | Qudos Bank Arena              | The Rubens         | —               | —          |
| 9 tháng 8, 2018          | Sydney              | Úc            | Qudos Bank Arena              | The Rubens         | —               | —          |
| 11 tháng 8, 2018         | Sydney              | Úc            | Qudos Bank Arena              | The Rubens         | —               | —          |
| 12 tháng 8, 2018         | Sydney              | Úc            | Qudos Bank Arena              | The Rubens         | —               | —          |
| 14 tháng 8, 2018         | Brisbane            | Úc            | Brisbane Entertainment Centre | The Rubens         | —               | —          |
| 15 tháng 8, 2018         | Brisbane            | Úc            | Brisbane Entertainment Centre | The Rubens         | —               | —          |
| 17 tháng 8, 2018         | Brisbane            | Úc            | Brisbane Entertainment Centre | The Rubens         | —               | —          |
| 18 tháng 8, 2018         | Brisbane            | Úc            | Brisbane Entertainment Centre | The Rubens         | —               | —          |
| 20 tháng 8, 2018         | Brisbane            | Úc            | Brisbane Entertainment Centre | The Rubens         | —               | —          |
| 21 tháng 8, 2018         | Brisbane            | Úc            | Brisbane Entertainment Centre | The Rubens         | —               | —          |
| 23 tháng 8, 2018         | Brisbane            | Úc            | Brisbane Entertainment Centre | The Rubens         | —               | —          |
| 25 tháng 8, 2018         | Sydney              | Úc            | Qudos Bank Arena              | The Rubens         | —               | —          |
| 26 tháng 8, 2018         | Sydney              | Úc            | Qudos Bank Arena              | The Rubens         | —               | —          |
| 28 tháng 8, 2018         | Melbourne           | Úc            | Rod Laver Arena               | The Rubens         | —               | —          |
| 29 tháng 8, 2018         | Melbourne           | Úc            | Rod Laver Arena               | The Rubens         | —               | —          |
| 1 tháng 9, 2018          | Dunedin             | New Zealand   | Forsyth Barr Stadium          | The Rubens         | —               | —          |
| 4 tháng 9, 2018, 2018    | Auckland            | New Zealand   | Spark Arena                   | The Rubens         | —               | —          |
| 5 tháng 9, 2018          | Auckland            | New Zealand   | Spark Arena                   | The Rubens         | —               | —          |
| 7 tháng 9, 2018          | Auckland            | New Zealand   | Spark Arena                   | The Rubens         | —               | —          |
| 8 tháng 9, 2018          | Auckland            | New Zealand   | Spark Arena                   | The Rubens         | —               | —          |
| 10 tháng 9, 2018         | Auckland            | New Zealand   | Spark Arena                   | The Rubens         | —               | —          |
| 11 tháng 9, 2018         | Auckland            | New Zealand   | Spark Arena                   | The Rubens         | —               | —          |
| Điểm đến thứ ba - Bắc Mỹ |                     |               |                               |                    |                 |            |
| 1 tháng 3, 2019          | Sunrise             | United States | BB&T Center                   | TBA                | —               | —          |
| 3 tháng 3, 2019          | Tampa               | United States | Amalie Arena                  | TBA                | —               | —          |
| 5 tháng 3, 2019          | Jacksonville        | United States | Veterans Memorial Arena       | TBA                | —               | —          |
| 7 tháng 3, 2019          | Columbia            | United States | Colonial Life Arena           | TBA                | —               | —          |
| 9 tháng 3, 2019          | Charlotte           | United States | Spectrum Center               | TBA                | —               | —          |
| 10 tháng 3, 2019         | Nashville           | United States | Bridgestone Arena             | TBA                | —               | —          |
| 12 tháng 3, 2019         | Atlanta             | United States | Philips Arena                 | TBA                | —               | —          |
| 14 tháng 3, 2019         | Birmingham          | United States | Legacy Arena                  | TBA                | —               | —          |
| 16 tháng 3, 2019         | Bossier City        | United States | CenturyLink Center            | TBA                | —               | —          |
| 17 tháng 3, 2019         | New Orleans         | United States | Smoothie King Center          | TBA                | —               | —          |
| 19 tháng 3, 2019         | Houston             | United States | Toyota Center                 | TBA                | —               | —          |
| 21 tháng 3, 2019         | San Antonio         | United States | AT&T Center                   | TBA                | —               | —          |
| 23 tháng 3, 2019         | Oklahoma City       | United States | Chesapeake Energy Arena       | TBA                | —               | —          |
| 24 tháng 3, 2019         | Dallas              | United States | American Airlines Center      | TBA                | —               | —          |
| 30 tháng 3, 2019         | Glendale            | United States | Gila River Arena              | TBA                | —               | —          |
| 1 tháng 4, 2019          | Denver              | United States | Pepsi Center                  | TBA                | —               | —          |
| 3 tháng 4, 2019          | Salt Lake City      | United States | Vivint Smart Home Arena       | TBA                | —               | —          |
| 5 tháng 4, 2019          | Vancouver           | Canada        | Rogers Arena                  | TBA                | —               | —          |
| 6 tháng 4, 2019          | Vancouver           | Canada        | Rogers Arena                  | TBA                | —               | —          |
| 8 tháng 4, 2019          | Portland            | United States | Moda Center                   | TBA                | —               | —          |
| 10 tháng 4, 2019         | Sacramento          | United States | Golden 1 Center               | TBA                | —               | —          |
| 12 tháng 4, 2019         | Las Vegas           | United States | T-Mobile Arena                | TBA                | —               | —          |
| 15 tháng 4, 2019         | Fresno              | United States | Save Mart Center              | TBA                | —               | —          |
| 17 tháng 4, 2019         | San Jose            | United States | SAP Center                    | TBA                | —               | —          |
| 19 tháng 4, 2019         | Inglewood           | United States | The Forum                     | TBA                | —               | —          |
| ngày 26 tháng 4 năm 2019 | Detroit             | United States | Little Caesars Arena          | TBA                | —               | —          |
| 27 tháng 4, 2019         | Detroit             | United States | Little Caesars Arena          | TBA                | —               | —          |
| 30 tháng 4, 2019         | Indianapolis        | United States | Bankers Life Fieldhouse       | TBA                | —               | —          |
| 2 tháng 5, 2019          | Milwaukee           | United States | Fiserv Forum                  | TBA                | —               | —          |
| 4 tháng 5, 2019          | Fargo               | United States | Fargodome                     | TBA                | —               | —          |
| 5 tháng 5, 2019          | Saint Paul          | United States | Xcel Energy Center            | TBA                | —               | —          |
| 7 tháng 5, 2019          | Omaha               | United States | CenturyLink Center Omaha      | TBA                | —               | —          |
| 9 tháng 5, 2019          | Lexington           | United States | Rupp Arena                    | TBA                | —               | —          |
| 11 tháng 5, 2019         | Columbus            | United States | Schottenstein Center          | TBA                | —               | —          |
| 13 tháng 5, 2019         | Toronto             | Canada        | Scotiabank Arena              | TBA                | —               | —          |
| 14 tháng 5, 2019         | Toronto             | Canada        | Scotiabank Arena              | TBA                | —               | —          |
| ngày 17 tháng 5 năm 2019 | Montreal            | Canada        | Bell Centre                   | TBA                | —               | —          |
| 18 tháng 5, 2019         | Montreal            | Canada        | Bell Centre                   | TBA                | —               | —          |
| 21 tháng 5, 2019         | New York City       | United States | Madison Square Garden         | TBA                | —               | —          |
| 22 tháng 5, 2019         | New York City       | United States | Madison Square Garden         | TBA                | —               | —          |
| Châu Âu                  |                     |               |                               |                    |                 |            |
| 30 tháng 7 năm 2019      | Zürich              | Thụy Sĩ       | Letzigrund                    | Vance Joy KidCutUp | 45.287 / 45.287 | $5.956.105 |
| Tổng cộng                | Tổng cộng           | Tổng cộng     | Tổng cộng                     | Tổng cộng          | —               | —          |